# Nardo di Cione

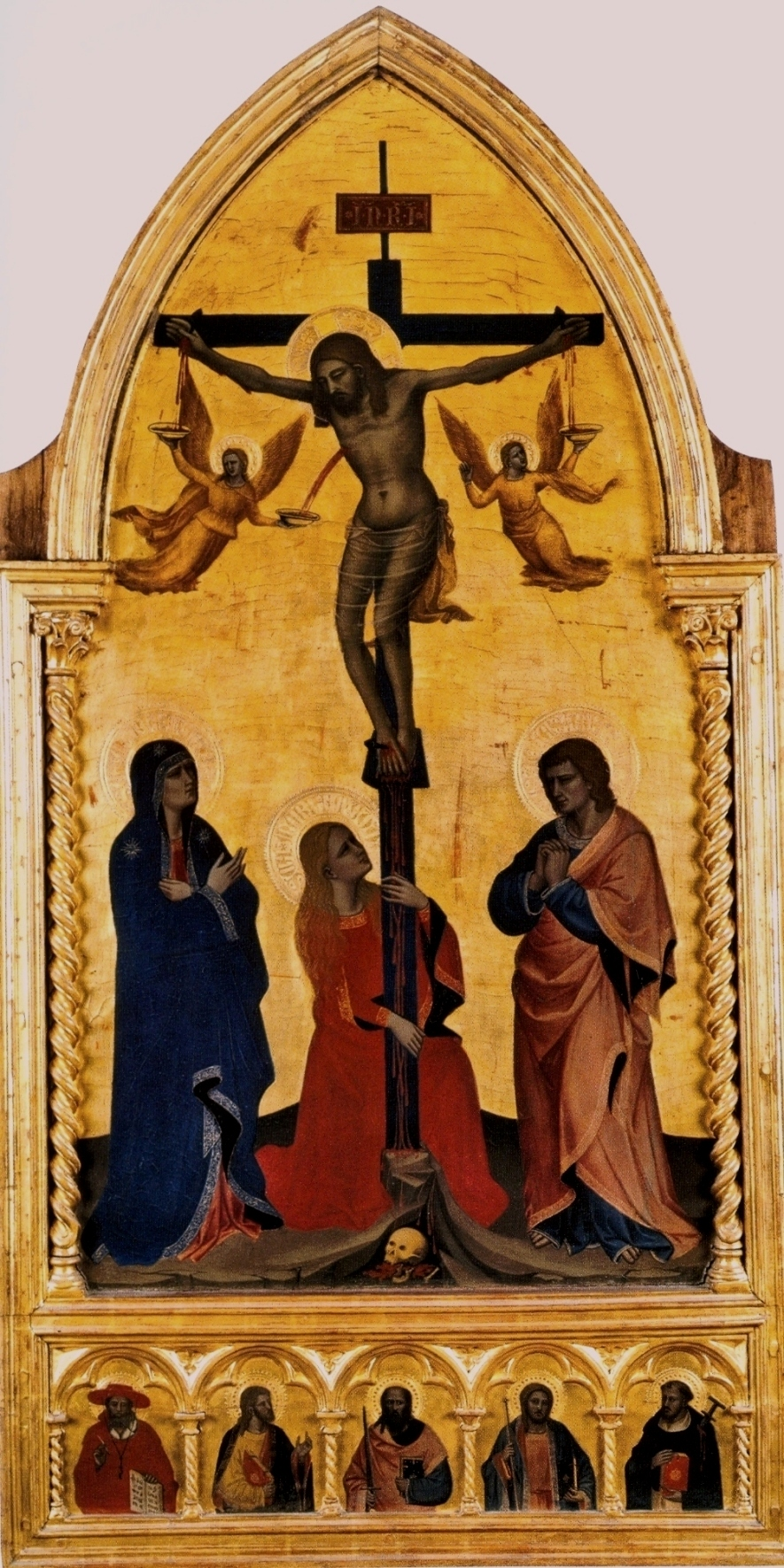
Cristo crocifisso con i dolenti e santi, Galleria degli Uffizi

Nardo (Leonardo) di Cione (??? - 1366) foi um pintor, escultor e arquiteto italiano de Florença. Era irmão de Andrea di Cione, chamado Orcagna, bem como Jacopo di Cione. Todos eram importantes membros da Guilda de Pintores de Florença. 
Os irmãos di Cione colaboraram juntos em várias obras de seu estúdio, incluindo a decoração da Cappela Strozzi na Basílica de Santa Maria Novella. Trabalhou também com Giovanni del Biondo. Entre suas obras independentes estão o Cristo crocifisso con i dolenti e santi, um painel central do tabernáculo. Foi adquirido pela Academia de Belas Artes de Florença e agora está na Galleria degli Uffizi. Foi fortemente influenciado por Giotto. 